# Karbapenem

Struktura základu molekul karbapenemů

Karbapenemy jsou třída beta-laktamových antibiotik se širokým spektrem antibakteriální aktivity. Mají strukturu, která je činí velmi odolnými k beta-laktamázám. Karbapenemová antibiotika byla původně odvozena od thienamycinu, přirozeného produktu Streptomyces cattleya.
Karbapenemy jsou jedním z druhů antibiotik „poslední záchrany“ u mnoha bakteriálních infekcí, například E. coli a Klebsiella pneumoniae. Nedávno vznikl poplach ohledně rozšíření rezistence těchto koliformních bakterií na karbapenemy, vzhledem k produkci enzymu karbapenemázy u kmenů nesoucích gen NDM-1. V tuto chvíli nejsou ve vývojovém procesu žádná nová antibiotika, která by byla schopna ničit bakterie rezistentní na karbapenemy, proto se rozšíření genu po celé planetě považuje za noční můru.